# Data Storage Description Language
Die Data Storage Description Language (DSDL, seltener auch Data Storage Definition Language) ist eine Speicherbeschreibungssprache, die durch die Data Base Task Group (DBTG) zur Beschreibung von Netzwerkdatenbanken entwickelt wurde. 
Sie übernimmt die Beschreibung der physischen Datenorganisation und legt die Zugriffspfade auf die Dateien sowie deren Partitionierung und Zuweisung auf dem eigentlichen Datenträger fest. Ferner definiert DSDL die Indizes zum Suchen in den Daten, erweitert die Betriebssystemfunktionalität des Speicherns von Daten und verwaltet die freien und belegten Speicherbereiche.
Die verbreitete Datenbanksprache SQL für relationale Datenbanken kennt keine Entsprechung für die DSDL.